# Raúl Héctor Castro
Raúl Héctor Castro (ur. 12 czerwca 1916 w Cananea, Sonora, zm. 10 kwietnia 2015 w San Diego) – polityk i dyplomata amerykański pochodzenia meksykańskiego, ambasador, gubernator Arizony.
Do 10. roku życia wychowywał się w Meksyku, w 1926 osiadł w Arizonie. Otrzymał wkrótce obywatelstwo amerykańskie, a w 1939 ukończył Stanowe Kolegium Nauczycielskie Arizony we Flagstaff. Pracował jako urzędnik służby dyplomatycznej w Departamencie Stanu, m.in. w meksykańskim Agua Prieta niedaleko granicy z USA. W 1949 uzyskał dyplom doktora praw na University of Arizona i został przyjęty do palestry stanowej. Przez dwa lata prowadził praktykę adwokacką w Tucson, następnie przeszedł na stanowisko zastępcy prokuratora okręgowego Pima County. W latach 1954–1958 pełnił funkcję prokuratora okręgowego, a w latach 1958–1964 był sędzią sądu okręgowego.
W 1964 prezydent Lyndon B. Johnson powołał go na ambasadora USA w Salwadorze. W latach 1968–1969 pełnił analogiczną misję w Kolumbii, a po powrocie do Tucson zaangażował się w działalność lokalnej Partii Demokratycznej. W 1974 niespodziewanie zwyciężył w wyborach na gubernatora Arizony. Zastąpił na stanowisku gubernatora Jacka Richarda Williamsa. Po zakończeniu dwuletniej wówczas kadencji gubernatorskiej został w 1977 z nominacji prezydenta Jimmy’ego Cartera ambasadorem w Argentynie.